# Ballada o pancernych

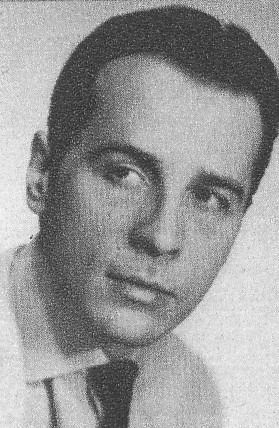
Edmund Fetting dans les années 1960.

Ballada o pancernych (« Ballade des tankistes »), également connue sous le nom de Deszcze niepokojne (« Pluies battantes »), est une ballade en langue polonaise interprétée par Edmund Fetting, sur un texte écrit par Agnieszka Osiecka et une musique composée par Adam Walaciński. Elle a été créée comme chanson thème de la série télévisée de guerre Czterej pancerni i pies (« quatre tankistes et un chien »), diffusée de 1966 à 1970. La chanson raconte le destin ces soldats, voyageant avec leur chien dans leur char, et espérant survivre à la Seconde Guerre mondiale.

## Histoire
La chanson a été créée comme indicatif musical de la série télévisée de guerre Czterej pancerni i pies, diffusée par la Telewizja Polska de 1966 à 1970. Wojciech Kilar avait été initialement embauché comme compositeur attitré de la série. Cependant, il quitte bientôt la production et est remplacé par Adam Walaciński, qui compose la musique de la chanson thème Ballada o pancernych. Au début indifférente à l'aspect musical de la chose, la direction de la chaîne de télévision change d'avis après que Walaciński ait demandé à Agnieszka Osiecka d'écrire les paroles et à Edmund Fetting de les interpréter.
Les deuxième et troisième couplets ont été utilisés comme chanson thème de la série, tandis que son premier couplet a été omis. Deux versions de la chanson ont été utilisées dans la série, la première (uniquement ccompagnée à la guitare) étant utilisée dans la première saison et la seconde dans les saisons restantes. Le premier épisode de la série, intitulé « L'équipage », a été diffusé le 9 mai 1966, tandis que le dernier épisode, intitulé « À la maison », a été diffusé en 1970.
La chanson a également été traduite et reprise pour les versions tchèque et allemande de la série.